# AutoLISP
AutoLISP – język programowania, odmiana języka Lisp dołączana do programu komputerowego AutoCAD, służącego do komputerowego wspomagania projektowania. Ma on na celu ułatwić użytkownikowi rozszerzenie funkcji tego programu (np. wielokrotne powtarzanie rysowania danych elementów).